# هاري بوتر (سلسلة أفلام)
سلسلة أفلام هاري بوتر هي سلسلة أمريكية-بريطانية فانتازية، مقتبسة عن روايات هاري بوتر للراوية الإنجليزية ج. ك. رولينج وأنتجت من قبل وارنر برذرز. بدأت في 2001 وانتهت في 2011 مع خروج آخر كتاب الذي اقتبس في فلمين أي جزئين. الشخصيات الرئيسية هي هاري بوتر ورون ويزلي وهيرميون غرينجر. يمثل أدوارهم تباعا دانيال رادكليف وروبرت غرينت وإيما واتسون.
1. هاري بوتر وحجر الفيلسوف للمخرج كريس كولومبوس (2001).
2. هاري بوتر وحجرة الأسرار للمخرج كريس كولومبوس (2002).
3. هاري بوتر وسجين أزكابان للمخرج ألفونسو كوارون (2004).
4. هاري بوتر وكأس النار للمخرج مايك نيويل (2005).
5. هاري بوتر وجماعة العنقاء للمخرج ديفيد ياتس (2007).
6. هاري بوتر والأمير الهجين للمخرج ديفيد ياتس (2009).
7. هاري بوتر ومقدسات الموت – الجزء 1 للمخرج ديفيد ياتس (2010).
8. هاري بوتر ومقدسات الموت – الجزء 2 للمخرج ديفيد ياتس (2011).
9. هاري بوتر: العودة إلى هوجوورتس للمخرج كيسي باترسون (2022).

## أصول
في أواخر عام 1997، تلقّت مكاتب المنتج السينمائي ديفيد هيمان في لندن نسخة من الكتاب الأول من سلسلة الكاتبة ج. ك. رولينج التي تكوّنت لاحقًا من سبع روايات عن هاري بوتر. نُقل الكتاب، هاري بوتر وحجر الفيلسوف، إلى رف الكتب ذات الأولوية المنخفضة، حيث اكتشفه موظف وقرأه ثم أعطاه لهيمان بتقرير إيجابي. نتيجة لذلك، فإن هيمان، الذي كره في البداية «العنوان السيئ»، قرأ الكتاب بنفسه. بعد تعبيره عن إعجابه الشديد بعمل رولينج، بدأ هيمان العملية التي أدت إلى أحد أكثر الامتيازات السينمائية نجاحًا على الإطلاق.
أدى حماس هيمان إلى بيع رولينج عام 1999 لحقوق أفلام أول أربعة كتب من هاري بوتر إلى وارنر برذرز. مقابل مليون جنيه إسترليني (2,000,000 دولار). وكان من المطالب التي طلبتها رولينج أن يتم الإبقاء على الممثلين البريطانيين بشكل أساسي، مع السماح بإدخال العديد من الممثلين الأيرلنديين، مثل ريتشارد هاريس في دور دامبلدور، وتعيين ممثلين فرنسيين وأوروبيين من أوروبا الشرقية في فلم هاري بوتر وكأس النار حيث الشخصيات في الكتاب محددة على هذا النحو. كانت رولينج مترددة في بيع الحقوق لأنها «لم تكن ترغب في منحهم السيطرة على بقية القصة» من خلال بيع حقوق الشخصيات، ما كان سيسمح لـ وارنر برذرز بصناعة تتمة غير مكتوبة من قبل المؤلفة.
رغم أن ستيفن سبيلبرغ تفاوض في البداية على إخراج الفلم الأول، إلا أنه رفض العرض. اعتبر سبيلبرغ - حسب رأيه- أن كل التوقعات بتحقيق الربح في إنتاج الفلم كانت موجودة. يزعم أن جمع المال كان ليصبح مثل «اصطياد البط في البرميل. إنها مجرد ضربة محسومة. إنه مثل سحب مليار دولار ووضعها في حساباتك المصرفية الشخصية. لا يوجد تحدٍّ». في قسم «سلة المهملات» على موقعها الإلكتروني، تؤكد رولينج أنها لم يكن لها أي دور في اختيار المخرجين للأفلام، وكتبت «أي شخص يعتقد أنه يمكنني (أو كان بإمكاني) استخدام حق الفيتو من أجله [سبيلبرغ] يحتاج إلى إصلاح أداة الاقتباسات السريعة الخاصة به».

بدأت المحادثات مع مخرجين آخرين، بعد رحيل سبيلبرغ، من بينهم كريس كولومبوس، وجوناثان ديمي، تيري غيليام، مايك نيويل، ألان باركر، فولفغانغ بيترسن، روب راينر، تيم روبنز، براد سيلبرلنغ، وبيتر وير. انسحب كلّ من بيترسن وراينر من المسابقة في مارس 2000. ثم قُلصت الاحتمالات إلى كولومبوس وغيليام وباركر وسيلبرلنغ. كان الخيار الأول لرولينج هو تيري غيليام. ومع ذلك، في 28 مارس 2000، عُيّن كولومبوس مخرجًا للفلم، مع شركة وارنر برذرز. مستشهدين بعمله في أفلام عائلية أخرى مثل وحيد في المنزل والسيدة داوتفاير كمؤثرين على قرارهم.
هاري بوتر هو إنجاز أدبي خالد يحدث مرة واحدة في العمر. ونظرًا إلى أن الكتب قد ولّدت مثل هذا الشغف في جميع أنحاء العالم، فقد كان من المهم بالنسبة لنا أن نجد مُخرجًا ذا أُلفة مع الأطفال والسحر. لا أستطيع أن أفكر في أي شخص أكثر ملاءمة لهذا العمل من كريس [كولومبوس].— لورينزو دي بونافينتورا، وارنر برذرز.
اختير ستيف كلوفز لكتابة سيناريو الفلم الأول. ووصف اقتباس الكتاب بأنه «صعب» لأنه لا «يفسح المجال للاقتباس مثله مثل الكتابين التاليين». أُرسل لـ كلوفز «مجموعة كبيرة» من خلاصات الكتب المقترحة كاقتباسات سينمائية، وكان هاري بوتر هو الوحيد الذي لفت انتباهه. خرج واشترى الكتاب ليصبح من المعجبين على الفور. عندما تحدث إلى وارنر برذرز، صرّح بأن الفلم يجب أن يكون بريطانيًا ومُخلصًا لشخصيات الكتاب. أصبح ديفيد هيمان مؤكدًا من أجل إنتاج الفلم. تلقّت رولينج قدرًا كبيرًا من الصلاحيات للتحكم الإبداعي للفلم، وهو اتفاق لم يمانعه كولومبوس.
كانت شركة وارنر برذرز قد خططت في البداية لإصدار أول فلم خلال عطلة 4 يوليو 2001، ما أدى إلى نافذة إنتاج قصيرة لدرجة أن العديد من المخرجين المقترحين في الأصل قد انسحبوا من المنافسة. في النهاية، وبسبب ضيق الوقت، تم تأجيل التاريخ إلى 16 نوفمبر 2001.